# Brendon Šantalab
Brendon James Šantalab (Wollongong, 9 settembre 1982) è un calciatore australiano, attaccante dello Strathmore.

## Biografia
Figlio di migranti croati che si trasferirono in Australia.

## Carriera
Brendon Šantalab comincia a giocare nel Paramatta Power nei primi anni 2000 e in seguito si trasferisce al Sydney United sotto la guida di Branko Culina. Nel 2004 affronta la prima sfida in Europa, firmando prima con l'K.V. Oostende e poi con il K.Sint Truidense V.V. dove però non ottiene i risultati sperati finendo così alla squadra ungherese dell'Újpest Football Club in prestito per 6 mesi senza fare neanche una presenza.
Nel 2007 firma un contratto di 2 anni con il Sydney FC ritrovando Branko Culina,l'allenatore che lo lanciò ad inizio carriera.
Dal 2013 gioca con il Western Sydney Wanderers con la quale ha vinto la AFC Champions League nel 2014.
Il 19 giugno 2018 passa al Perth Glory.

## Palmarès

### Club

#### Competizioni nazionali
- Premier's Plate: 1

Perth Glory: 2018-2019

#### Competizioni internazionali
- AFC Champions League: 1

Western Sydney: 2014